# Max Buchholz
Max Paul Julius Buchholz (ur. 13 lutego 1878 w Legnicy, zm. 11 października 1947 w Pegnitz) – niemiecki grafik i malarz tworzący głównie w Gdańsku.

## Życiorys
Max Buchholz urodził się 13 lutego 1878 w Legnicy. Studiował w Akademii Sztuk Pięknych w Berlinie (Kunstgewerbeschule Berlin) oraz we Wrocławiu (Kunstschule Breslau). W 1908 roku został powołany do Miejskiej Szkoły Handlowo – Rzemieślniczej (Städtische Handels – und Gewerbeschule), gdzie był starszym nauczycielem na wydziale rzemiosła artystycznego.
Wykonał dekoracyjne malowidła w dwóch kościoły i ratuszu na Śląsku.
W Gdańsku tworzył w latach 1904–1945.
Max Buchholz po przyjeździe zamieszkał przy Fahrenheitstraße 10, Danzig (dzisiejsza ulica Fahrenheita). Po ślubie z Susanną z d. Bechmeier, który odbył się we Wrocławiu 4 lipca 1914 roku, zamieszkali razem na dawnej ulicy Hindenburgallee 39 Langfuhr zmienionej w Große Allee 39, Danzig (dzisiejsza Aleja Zwycięstwa, w Aniołkach).
W roku 1923 jako grafik Max Buchholz zaprojektował większość znaczków pocztowych dla Poczty Wolnego Miasta Gdańska. Pracował również jako artysta komercyjny dla przemysłu i handlu w Gdańsku. Zaprojektował liczne nagrody honorowe, medale, telegramy i dyplomy dla Senatu Wolnego Miasta Gdańska, a także dwa banknoty w czasie inflacji (milion marek oraz 10 000 marek).
Jego nazwisko znajdowało się na liście członkowskiej z 1927 roku Zrzeszenia Artystów Plastyków, lokalnej grupy gdańskiej (Mitgliederverzeichnis 1927 des wirtschaftlichen Verbandes bildender Kuenstler, Ortsgruppe Danzig).
Małżeństwo Susanne i Max Buchholz zaowocowało dwoma synami, z których obaj zginęli w czasie II wojny światowej.
Po wysiedleniu do Niemiec na początku 1945 roku zajmował się przede wszystkim malarstwem. Powstałe tam dzieła zostały wypożyczone miastu Pegnitz.
Max Buchholz zmarł 11 października 1947 w Pegnitz (miasto w Bawarii nad rzeką Pegnitz).
Pochowany został na starym lokalnym cmentarzu (Alter Friedhof, Pegnitz). Pionowa tablica gróbu jest wykonana z drewnianej belki i ma u szczytu herb Gdańska wyrzeźbiony na podstawie odręcznych rysunków Maxa Buchholz.

## Wybrane dzieła

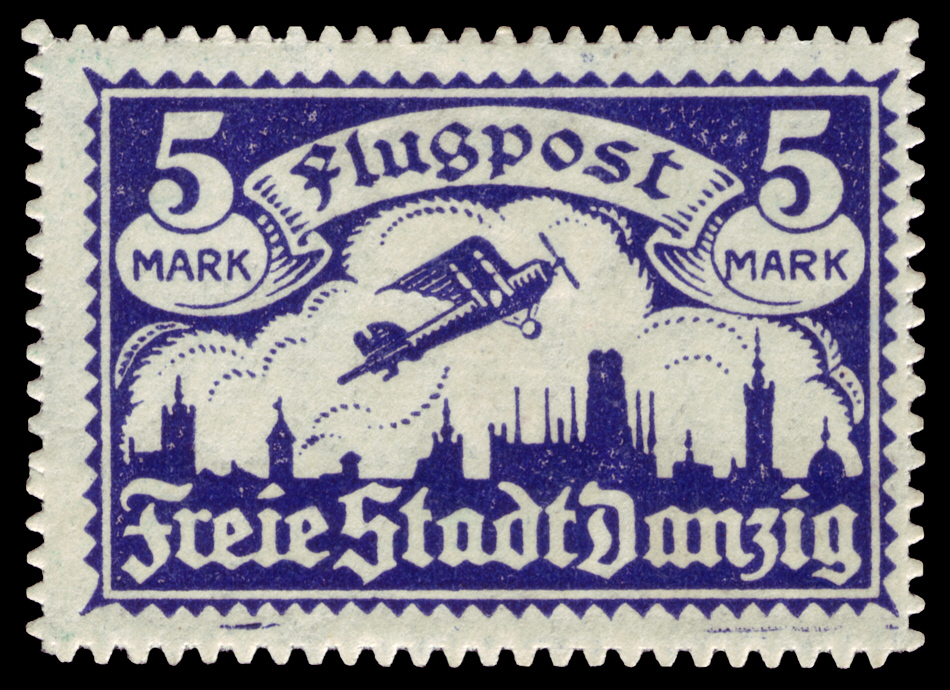
Znaczek pocztowy, rok 1921
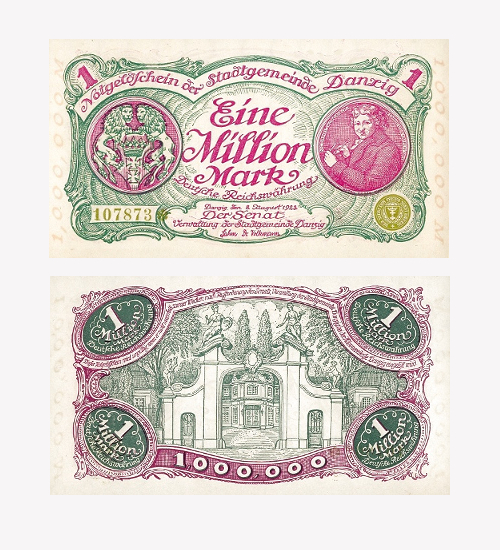
Banknot jednego miliona marek, rok 1923
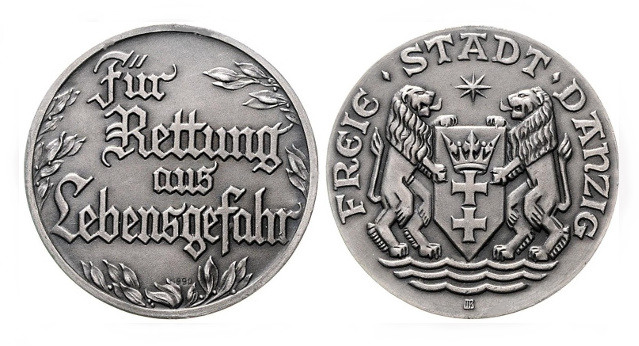
Medal za ratowanie zagrożonego życia „Für Rettung aus Lebensgefahr”, rok 1927
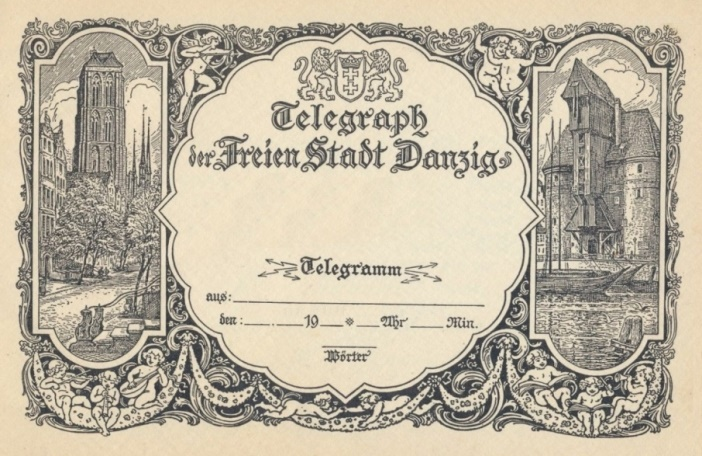
Telegram weselny, rok 1927